# Boris Podolsky
Boris Yakovlevich Podolsky (in russo Борис Подольский?, Boris Podol'skij; Taganrog, 26 giugno 1896 – Cincinnati, 28 novembre 1966) è stato un fisico russo naturalizzato statunitense.

## Biografia
Boris Yakovlevich Podolsky nacque nel 1896 in una povera famiglia ebrea a Taganrog in quello che allora era l'Impero russo e si trasferì negli Stati Uniti nel 1913.
Dopo aver conseguito la laurea in Ingegneria Elettronica presso l'Università della California meridionale nel 1918, prestò servizio nell'esercito degli Stati Uniti e poi lavorò presso il Los Angeles Bureau of Power and Light. 
Nel 1926 conseguì un master in matematica presso l'Università della California meridionale.
Nel 1928 conseguì il Dottorato di Ricerca in Fisica Teorica (con il professor Paul Sophus Epstein) presso il California Institute of Technology.

## Carriera
Nell'ambito di una collaborazione con il Consiglio Nazionale delle Ricerche, Podolsky trascorse un anno presso l'Universita di Berkeley, seguito da un anno all'Università di Lipsia, in Germania. 
Nel 1930 tornò al California Institute of Technology, dove collaborò con Richard C. Tolman per un anno.
Successivamente andò all'Istituto Politecnico di Charkiv nell'allora Unione Sovietica, dove lavorò con Vladimir Fock, Paul Dirac, e Lev Landau. 
Nel 1933 tornò negli Stati Uniti con una borsa di studio dell'Institute for Advanced Study di Princeton. 
Nel 1935, divenne professore di fisica matematica presso l'Università di Cincinnati. 
Nel 1961 si trasferì alla Xavier University sempre a Cincinnati, dove lavorò fino alla sua morte avvenuta nel 1966.

## Scoperte
Lavorando con Albert Einstein e Nathan Rosen, Podolsky concepì il paradosso EPR. 
Questo famoso articolo stimolò il dibattito circa l'interpretazione della meccanica quantistica, che si concluse con il teorema di Bell e l'avvento della teoria quantistica dell'informazione.
Nel 1933, Podolsky e Lev Landau ebbero l'idea di scrivere un libro di testo sull'elettromagnetismo che iniziava con la relatività speciale e ne sottolineava i postulati teorici, piuttosto che le leggi sperimentali. 
Questo progetto non andò a buon fine a causa di ritorno Podolsky negli gli Stati Uniti, dove era emigrato nel 1913. 
Tuttavia, nelle mani di Lev Davidovič Landau e di E.M. Lifshitz, i lavori preparativi del libro di testo che avevano realizzato sfociarono nella teoria classica dei campi (1951). 
Sulla stessa base, Podolsky e K. Kunz produssero i Fondamenti di Elettrodinamica, Marcel Dekker Press (1969), a cui il figlio di Podolsky, Robert, contribuì con la maggior parte delle domande alla fine di ogni capitolo.

## Spionaggio
A 2009 il libro di John Earl Haynes, Harvey Klehr e Alexander Vassiliev, "Spies: The Rise and Fall of KGB in America", denunciò Podolsky come spia. 
Durante la seconda guerra mondiale, Podolsky fu contattato dall'intelligence sovietica ai quali passò informazioni sul trattamento dell'uranio 235. 
Come suggerito dai documenti del KGB e i messaggi via cavo decriptati Venona, Podolsky, nome in codice QUANTUM, passò ai sovietici le informazioni che aveva probabilmente raccolto attraverso i suoi contatti nella comunità scientifica: le equazioni chimiche complesse sul processo di diffusione gassosa al fine di separare l'uranio 235 da indesiderate frazioni di uranio 238. 
A differenza di molte altre spie sovietiche operanti negli Stati Uniti che passavano le informazioni solo per ragioni ideologiche, Podolsky apparentemente passò queste informazioni dietro un compenso in denaro ($ 300), secondo le fonti sovietiche recentemente analizzate dagli storici.
Va notato che il figlio di Podolsky, Robert, tutt'oggi nega categoricamente queste accuse di spionaggio motivandolo con il fatto che il padre fuggì dalla Russia prima della rivoluzione sovietica, era un fervente filoamericano, si era arruolato nell'esercito degli Stati Uniti durante la prima guerra mondiale e infine, aveva rifiutato almeno un invito a tornare in Unione Sovietica negli anni successivi.